# Historia kolei w Albanii

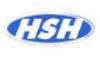
Logo Albańskich Linii Kolejowych

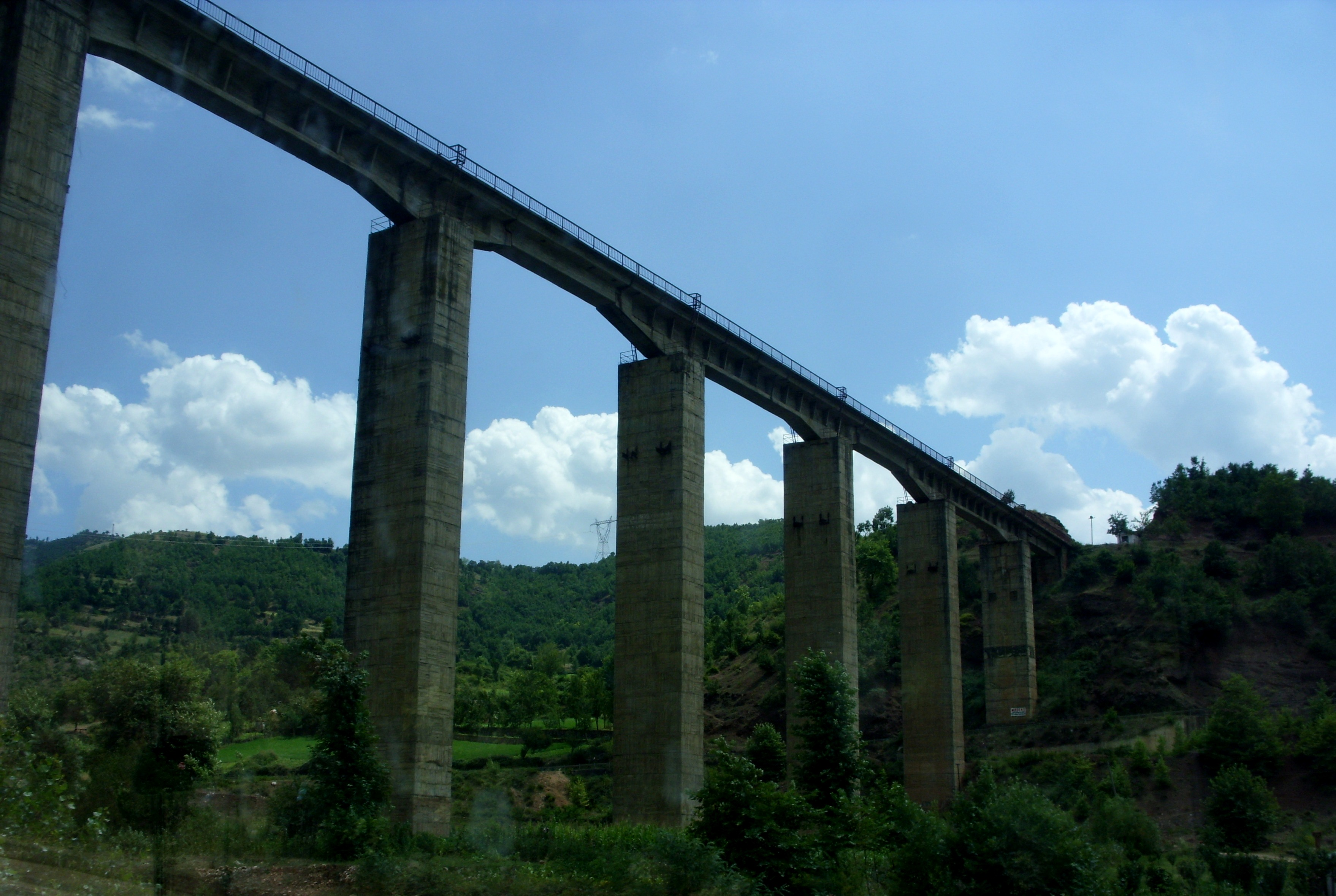
Wiadukt kolejowy nad rzeką Shkumbin, w rejonie Librazhdu, otwarty w 1973

Pierwsza linia kolejowa (wąskotorowa) na terenie dzisiejszej Albanii powstała w 1890 i została zbudowana przez Włochów. Służyła do przewozu surowców mineralnych, głównie bitumów wydobywanych w rejonie Selenicy na wybrzeże Morza Jońskiego. Linia funkcjonowała krótko, podobnie jak lokalne połączenia zbudowane w 1916 przez armię austro-węgierską, stacjonującą na terenie Albanii. Linia austro-węgierska służyła do przewozu zaopatrzenia wojskowego i łączyła Szkodrę z Durrësem i Lushnją.
Pierwsza stała linia kolejowa została uruchomiona po przejęciu władzy przez komunistów. W listopadzie 1946 podpisano umowę jugosłowiańsko-albańską określającą zasady budowy pierwszej linii kolejowej na terytorium Albanii. Z pomocą specjalistów radzieckich i polskich zbudowano standardową linię łączącą Peqin i Durrës, o długości 42 600 m, która rozpoczęła działalność 7 listopada 1947. Kolejne linie kolejowe połączyły oddzielone dotąd od siebie tereny północnej i południowej części kraju. W 1986 po raz pierwszy koleje albańskie uzyskały połączenie ze światem zewnętrznym. Linia biegnąca z Wlory do Szkodry i dalej przez Hani i Hotit łączyła się z koleją czarnogórską. Długość linii kolejowych do roku 1990 osiągnęła 720 km. Były zarządzane przez państwowe przedsiębiorstwo Albańskie Linie Kolejowe (alb. Hekurudha e Shqipërisë). W latach 80. koleje obsługiwały 30 % transportu towarowego na terenie Albanii.
Po upadku reżimu Envera Hodży podstawowym środkiem transportu na terenie Albanii stały się samochody, a infrastruktura kolejowa należy do najbardziej przestarzałych i niedoinwestowanych w Europie. Żaden z jej odcinków nie został zelektryfikowany. W czasie zamieszek 1997 roku uległa zniszczeniu większość infrastruktury kolejowej. Połączenia krajowe wznowiono w latach 2002-2003. Aktualnie nie funkcjonują w Albanii kolejowe połączenia międzynarodowe.

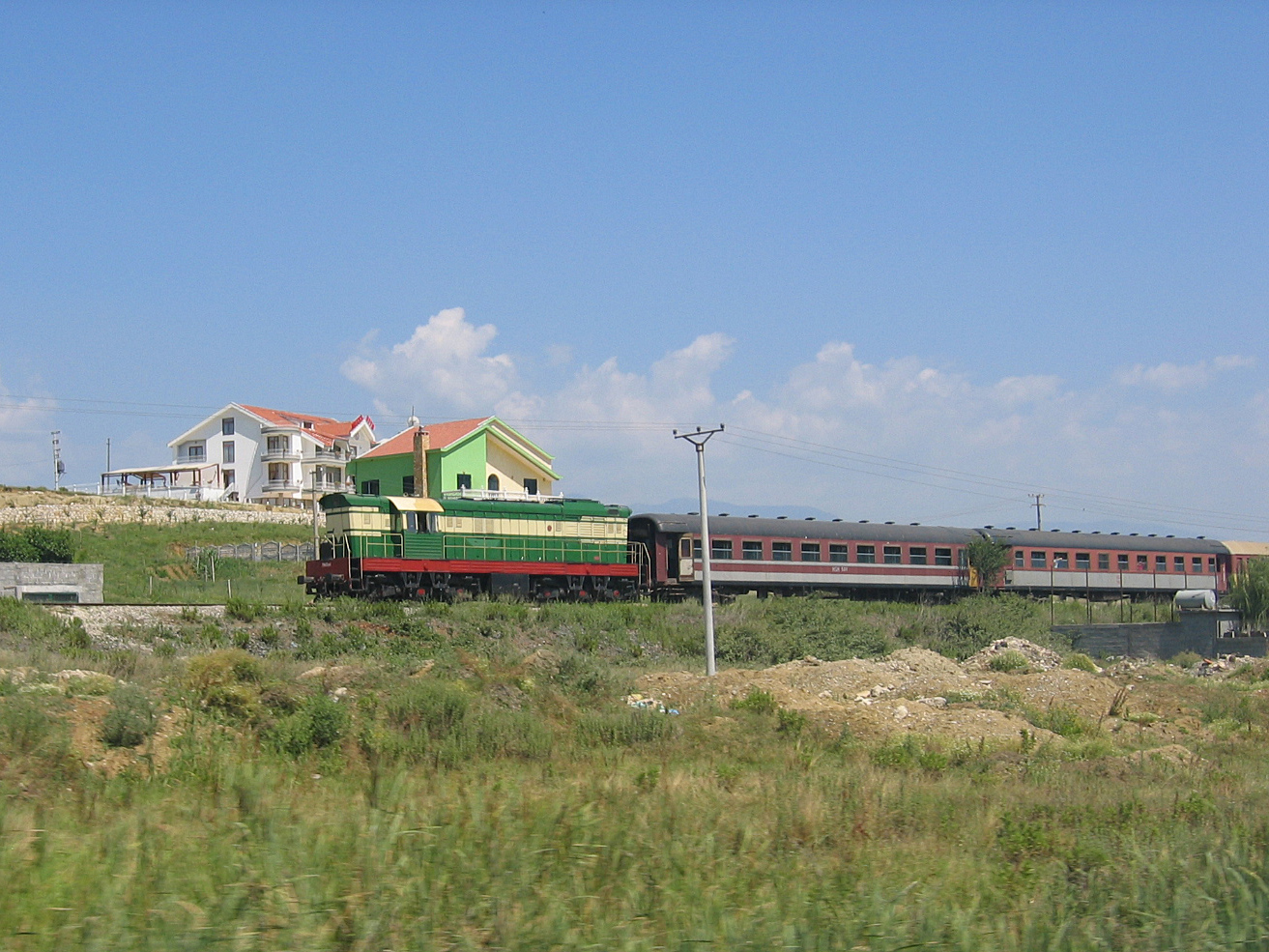
Pociąg osobowy z czeską lokomotywą T 669 obsługujący połączenie Tirana - Durrës

## Główne połączenia kolejowe
- Szkodra – Vorë – Durrës – Rrogozhina – Fier – Wlora
- Vorë – Tirana
- Rrogozhina – Elbasan – Librazhd – Pogradec

## Rozbudowa sieci trakcyjnej
|  | Połączenie             | Data oddania do użytku | Długość (km) |
|  | ---------------------- | ---------------------- | ------------ |
|  | Durrës - Peqin         | 7 listopada 1947       | 42.6         |
|  | Shkozet - Tirana       | 22 lutego 1949         | 38           |
|  | Peqin - Elbasan        | 22 grudnia 1950        | 33           |
|  | Vorë - Laç             | 7 maja 1963            | 28           |
|  | Rrogozhina - Fier      | 13 października 1968   | 50           |
|  | Elbasan - Librazhd     | 20 marca 1972          | 25           |
|  | Librazhd - Prenjas     | 1 lipca 1974           | 28           |
|  | Fier - Ballsh          | 9 marca 1975           | 26           |
|  | Prenjas - Pogradec     | lipiec 1979            | 27           |
|  | Laç - Lezha            | kwiecień 1981          | 20           |
|  | Lezha - Szkodra        | 11 listopada 1981      | 34           |
|  | Szkodra - Hani i Hotit | 11 stycznia 1985       | b.d.         |
|  | Fier - Wlora           | 14 października 1985   | 34           |

## Tabor
W latach 50. obsługę pierwszej linii kolejowej zapewniały zakupione w Polsce 6 lokomotyw TKt48. Według danych albańskiego ministerstwa transportu aktualnie Koleje Albańskie dysponują 25 lokomotywami (większość produkcji czeskiej), 66 wagonami do obsługi połączeń pasażerskich i 225 wagonami do przewozu towarów. W ciągu dnia roboczego Koleje Albańskie realizują 22 połączenia pasażerskie.